# Fan Zhengyi
Fan Zhengyi, né le 27 janvier 2001 à Harbin, dans la province de Heilongjiang, est un joueur de snooker professionnel chinois. 
Sa carrière est principalement marquée par une victoire au Masters d'Europe 2022 face à Ronnie O'Sullivan. 

## Carrière
Fan débute le snooker à l'âge de cinq ans et passe professionnel en 2018, après une victoire sur le championnat du monde de l'IBSF des moins de 21 ans, contre son compatriote Luo Honghao (7-6),.
Après quatre années passées sur le circuit professionnel, il se révèle en atteignant les quarts de finale du Masters d'Allemagne. Sa carrière prend un nouveau tournant quelques semaines après, lorsqu'il remporte le Masters d'Europe en battant successivement les deux anciens champions du monde Graeme Dott et Ronnie O'Sullivan (10-9),. Il atteint dans la foulée son meilleur classement en carrière : 31e mondial. En fin d'année, au champion des champions, il domine Neil Robertson et Ryan Day avant de s'incliner en demi-finale contre O'Sullivan.
En avril 2023, Fan se qualifie pour la première fois au championnat du monde à Sheffield, après une victoire face à Stephen Maguire au dernier tour des qualifications. Il est ensuite éliminé au premier tour de l'épreuve par le no 3 mondial, Mark Allen.
Fan réalise le premier break maximum de sa carrière au deuxième tour de l'Open d'Angleterre 2024. Moins d'un an après, il réitère cette performance au championnat de la ligue (tournoi classé).

## Palmarès
| Légende | Catégorie                      | Titres                         | Finales                        |
|         | Tournois classés               | 1                              | 0                              |
|         | Tournois amateurs              | 1                              | 1                              |
| Gras    | Tournois de la triple couronne | Tournois de la triple couronne | Tournois de la triple couronne |

### Titres
| Saison    | Nom du tournoi                                   | Lieu          | Finaliste         | Score | Tableau |
| 2017      | Championnat du monde amateur des moins de 21 ans | Pékin         | Luo Honghao       | 7-6   |         |
| 2021-2022 | Masters d'Europe                                 | Milton Keynes | Ronnie O'Sullivan | 10-9  | Tableau |

### Finales perdues
| Saison | Nom du tournoi                         | Lieu       | Finaliste  | Score | Tableau |
| 2017   | Championnat d'Asie des moins de 21 ans | Chandigarh | Yuan Sijun | 2-6   |         |